# Colosseum (Spiel)
Colosseum ist ein Brettspiel von Wolfgang Kramer und Markus Lübke, welches 2007 beim Spieleverlag Days of Wonder erschienen ist und von Julien Delval illustriert wurde. Das Spiel belegte beim deutschen Spielepreis 2007 den 10. Platz und beim International Gamers Award 2007 den 3. Rang.

## Spielmaterial
Neben dem Spielplan enthält das Spiel
- 1 Regelheft
- 10 Arena-Bauteile (in 5 verschiedenen Farben)
- 10 Arena-Erweiterungen (in 5 verschiedenen Farben)
- 5 Kaiserlogen
- 10 Luxusplätze
- 5 Rekordsteine
- 1 Kaiser, 2 Konsuln und 3 Senatoren
- 2 Würfel
- 80 Münzen
- 4 Podien
- 152 Spektakel-Plättchen
- 7 Starkarten
- 30 Programmkarten
- 18 Kaisermedaillen
- 6 Übersichtstafeln
- 1 Startspielerplättchen
- 1 Rundenzähler
- 1 Aufbewahrungsbeutel

## Thema und Spielablauf
Jeder Spieler wird Besitzer eines Kolosseums im alten Rom. In fünf Runden müssen für die Zuschauer fünf Schauspiele aufgeführt werden. Dazu muss der Spieler Kulissen, Requisiten und Schauspieler auf dem Markt ersteigern, seine Arena ausbauen und prominente Personen (Senatoren oder gar den Kaiser selbst) als Zuschauer gewinnen. Durch die Vorstellungen erhält der Spieler Einnahmen, die dann in noch opulentere Schauspiele investiert werden können. Es gewinnt derjenige, der im Spielverlauf das zuschauerträchtigste Ereignis ausrichtet.